# Dead Throne
Dead Throne es el cuarto álbum de estudio de la banda estadounidense de metalcore, The Devil Wears Prada, que se lanzó el 13 de septiembre de 2011 a través del sello discográfico Ferret Music. El disco lo produjo  Adam Dutkiewicz y se grabó en varios estudios de Estados Unidos entre noviembre de 2010 y abril de 2011. Al igual que en sus anteriores materiales discográficos, las letras del álbum fueron escritas por el vocalista Mike Hranica, cuya dirección lírica se centró en conceptos sobre la lucha contra la idolatría. El estilo musical de la banda cambió tras el éxito de Zombie EP, esto llevó a, lo que Hranica describió como; la fusión de los elementos melódicos de sus anteriores álbumes de estudio con la ferocidad de Zombie.

## Historia
Desde que The Devil Wears Prada empezó a ganar fama, acercarse y escribir entre todos un trabajo no ha sido aplicado tan colaborativamente desde Plagues. El guitarrista Chris Rubey notó que en mayoría del proceso de composición de su tercer disco, With Roots Above and Branches Below, su manera de escribir cambió drásticamente (tomando en cuenta la diferencia de los álbumes anteriores). El vocalista Mike Hranica afirmó que el principal tema lírico del álbum está basado en anti-idolatría. También, este dijo que Dead Throne ha sido su «álbum más pesado y agresivo hasta la fecha».
Hranica habla sobre la evolución de la banda por todos los miembros de la misma: «Nuestro primer material era tonto, seco y simple y, dejando eso a un lado, creo que hemos cambiado bastante y escrito riffs más inteligentes y creativos, y eso hace más fácil el seguimiento de las canciones. Son cosas como esas las que marcan la evolución de The Devil Wears Prada». Otra característica notable del álbum es la ausencia de voces limpias en ciertas canciones, es la primera vez que la banda hace esto desde su álbum debut, Dear Love: A Beautiful Discord.

## Estilo musical y temática
Mike Hranica explicó que Dead Throne no tenía que «sonar de una cierta manera de principio a fin». El estilo vocal del guitarrista, Jeremy DePoyster aún se contrasta con una amplia serie de vocalización scream, las cuales son mucho más abundantes que las limpias. Hranica también resalta el uso de una técnica distinta de scream en algunas partes en todas las canciones que, según algunos seguidores, es similar a la que usa Oliver Sykes de la banda británica Bring Me the Horizon, aunque otros han afirmado que es más parecida a la técnica que usa Levi Benton de la banda norteamericana Miss May I. El guitarrista y principal compositor, Chris Rubey afirmó que la dirección musical del álbum Zombie EP fue más pesada y más siniestra. «Las canciones fueron prácticamente escritas únicamente por mí en mi computadora y por eso suenan tan distintas. Quisimos hacer algo parecido, con Dead Throne y obviamente agregar algunos elementos de Plagues que a la gente le gustó».
Mientras que la letra y música de Zombie se centraba principalmente sobre un tema en específico, Dead Throne transmite un mensaje central con temas comunes «concentrándose en los ídolos». Hranica es abierto cuando se le pregunta sobre sus temas líricos, los cuales siempre han sido bastante abstractos y metafóricos para expresar y sacar diferentes significados poéticos, dependiendo del lector o intérprete. En las palabras de Hranica, explicando la historia detrás de las letras de las canciones en Dead Throne:

«La mayor parte del álbum se basa en la idolatría. Hay mucho contenido lírico distinto. No tiene un concepto en base, pero casi todo tiene que ver con la anti-idolatría... es la idea de sentar a los ídolos, héroes y entidades que adoramos en un "trono" figurativo. Esas cosas no se quedarán allá arriba, y no se supone que se queden. Esa idea detrás de Dead Throne se basa en hacer reyes a partir de cosas que no deberían ser de reyes».

## Lista de canciones
| N.º   | Título                                                 | Duración |  |
| 1.    | «Dead Throne»                                          | 2:45     |  |
| 2.    | «Untidaled»                                            | 2:55     |  |
| 3.    | «Mammoth»                                              | 2:43     |  |
| 4.    | «Vengeance» (con Jeremy McKinnon de A Day to Remember) | 3:02     |  |
| 5.    | «R.I.T.»                                               | 2:49     |  |
| 6.    | «My Questions»                                         | 3:12     |  |
| 7.    | «Kansas»                                               | 3:36     |  |
| 8.    | «Born to Lose»                                         | 3:05     |  |
| 9.    | «Forever Decay»                                        | 3:25     |  |
| 10.   | «Chicago»                                              | 2:45     |  |
| 11.   | «Constance» (con Tim Lambesis de As I Lay Dying)       | 3:19     |  |
| 12.   | «Pretenders»                                           | 3:28     |  |
| 13.   | «Holdfast»                                             | 3:45     |  |
| 40:49 |                                                        |          |  |

## Personal
| The Devil Wears Prada - Daniel Williams: batería. - Andy Trick: bajo. - Chris Rubey: guitarra principal, coros. - Jeremy DePoyster: guitarra rítmica, voz. - Mike Hranica: voz principal. - James Baney: teclado, sintetizador, piano. | Producción - Producido por The Devil Wears Prada y Adam Dutkiewicz. - Programación e ingeniería adicional de Joey Sturgis. - Mezclado y masterizado por Adam Dutkiewicz. - Producción vocal adicional gracias a Jeremy McKinnon. - Contrataciones gracias a Dave Shapiro. |